# Neermoor
Neermoor is een dorp met een oppervlakte van 19,21 km² in de Duitse deelstaat Nedersaksen. Bestuurlijk is het dorp sinds 1 januari 1973 onderdeel van de gemeente Moormerland in de Landkreis Leer in Oost-Friesland.
Het dorp, op de oostelijke oever van de rivier de Eems, is gelegen op 8 km ten noorden van Leer en 17 km ten zuidoosten van Emden, op een plateau van pleistoceen zand op 1,20 tot 1,40 boven zeeniveau. Neermoor ligt ten westen van de Autobahn A 31. Bij het dorp ligt afrit 7 van deze snelweg. Hier sluit ook de Bundesstraße 70 op de A31 aan.
Langs de autosnelweg liggen enkele bedrijventerreinen, waar midden- en kleinbedrijf van overwegend slechts lokaal of regionaal belang gevestigd is. Een bedrijf van bovenregionale betekenis ligt ten westen van het dorp en produceert betonnen artikelen voor o.a. de bouw en wegenbouw. Het beschikt over een eigen zandwinningsgroeve.
Bij het dorp is een Badesee, een voorziening voor strand- en waterrecreatie, aangelegd, ten behoeve van de bevolking van deze streek.
In de middeleeuwen was het een heideveld.
In het dorp, dat rond 1400 voor het eerst wordt vermeld als Eramoera (later: Nymramore (1409), Eramoere (1428), Edramora (1436), Eddermore (1439), Neydermoer (1481), Neddermoer (1494) en Neermohr (1577)), hebben twee borgen gestaan die beide tot het bezit van de hoofdeling Focko Ukena en zijn zoon Uko Fockena behoorden. Van beide borgen is niets bewaard gebleven.
In 1422 werd, op een heuvel bij de begraafplaats een kleine kerk gebouwd die in 1779 werd vervangen door een nieuwe hervormde kerk. De gereformeerde kerk van Neermoor (Altreformierte Kirche) dateert uit 1865. Na de Tweede Wereldoorlog groeide het dorp sterk door de bouw van nieuwe woonwijken voor forensen met een werkkring in Leer of Emden.
Bevolkingsontwikkeling: 1821: 748; 1848: 1024; 1871: 1196; 1885: 1306; 1905: 1592; 1925: 2079; 1933: 2220; 1939: 2196; 1946: 2969; 1950: 3203; 1956: 2760; 1961: 2812; 1970: 3296.

## Terborg

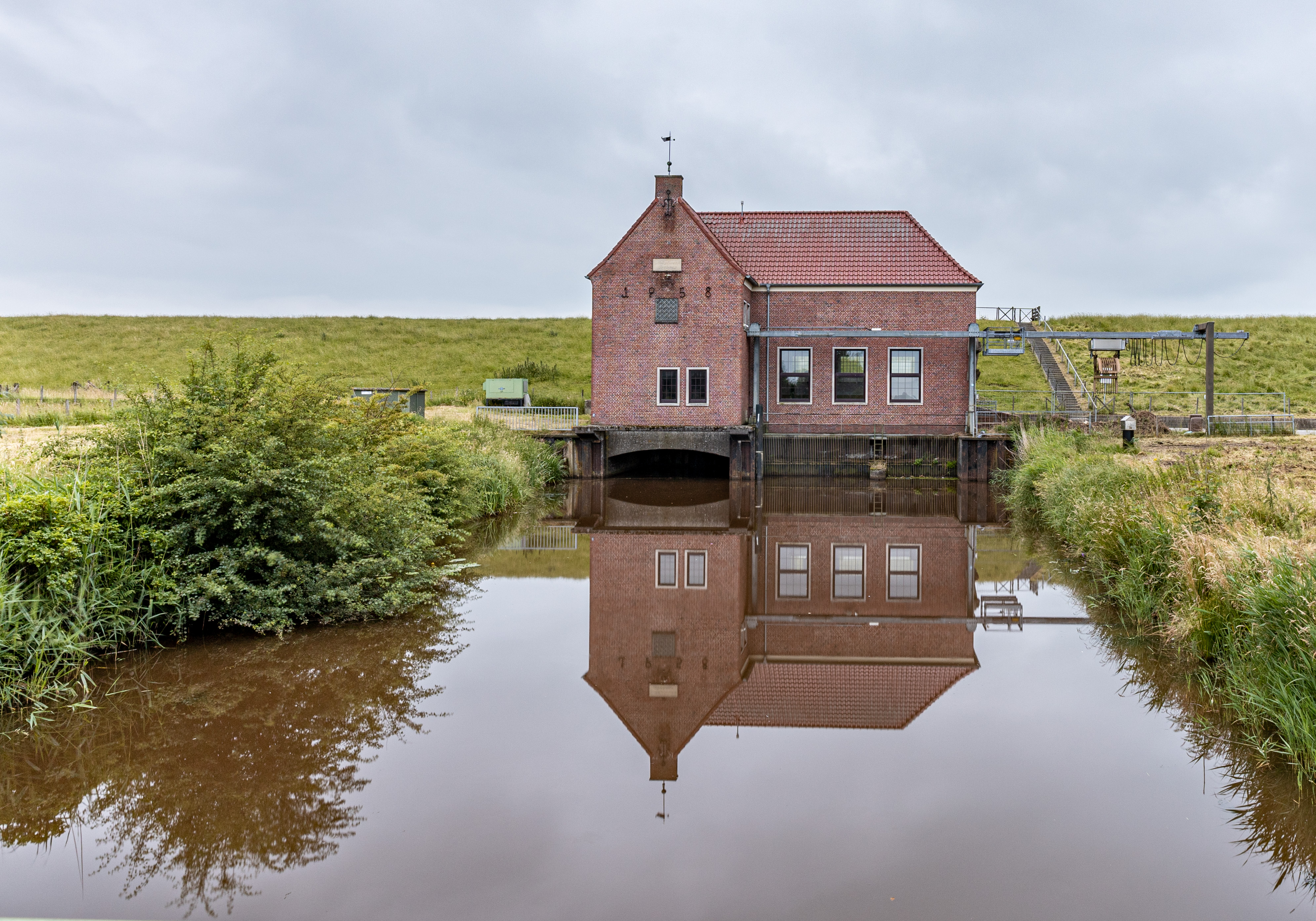
Gemaal aan de Eems bij Terborg

Ten westen van Neermoor, aan de Eems, ligt het onbelangrijke boerendorpje Terborg, dat wel een apart Ortsteil van de gemeente Moormerland is. Het ontstond wellicht reeds in de 11e eeuw op een Warft. Medio 2015 woonden er 108 mensen. Het heeft een oppervlakte van 5,45 hectare.